# Detlef Rönfeldt
Detlef Rönfeldt (* 25. Februar 1949 in Hamburg) ist ein deutscher Regisseur, Autor, und Dozent für Spielfilmregie, Stoffentwicklung, Visuelles Erzählen und Camera Acting.

## Leben
Rönfeldt drehte in den Jahren 1990–1999 einige Fernsehfilme, darunter Hurenglück (ARD 1991, mit Angelika Domröse und Hilmar Thate), Die Kupferfalle (ZDF 1992) mit Leslie Malton, Nur eine kleine Affäre (ZDF 1992), mit Jennifer Nitsch,  Stunde der Füchse (ZDF 1993), mit Siemen Rühaak, Das tödliche Auge (ARD 1993) mit Ulrich Mühe und Susanne Lothar, Eine Frau nach Maß (France3/ARD, mit Marianne Sägebrecht) und der deutsch-französische Zweiteiler Tödliches Geld – Das Gesetz der Belmonts (SAT.1 1994, mit Michel Piccoli und Marthe Keller).

Daneben trägt eine Reihe von Serien und Mehrteilern ganz oder teilweise seine Regiehandschrift – in erster Linie Uta (ARD/NDR 1982), Ich, Christian Hahn (ARD/SWF 1983) und Engels & Consorten (ARD 1984), aber auch Krimiserien wie Kommissar Rex (ORF/SAT.1), Ein Fall für zwei (ZDF), Die Neue (ORF/SAT.1), Achtung Zoll!, Tatort (ARD), Schwurgericht (SAT.1), SK Kölsch (SAT.1), oder Familienserien wie Forsthaus Falkenau (ZDF), Hallo, Onkel Doc! (SAT.1) und Kleinstadtgeschichten (ZDF). Die bislang letzte Regiearbeit war Die Liebenden vom Alexanderplatz (ZDF 2002, mit Inge Meysel).
Seitdem hat sich Detlef Rönfeldt weitgehend dem Schreiben von Drehbüchern gewidmet. Er hat an der ifs Köln und der Universität Hamburg unterrichtet. Rönfeldt hat eine Reihe von Buchbesprechungen für das Zeit-Magazin geschrieben.

## Filmografie (Auswahl)
- 1982: Uta
- 1983: Ich, Christian Hahn
- 1984: Das doppelte Pensum
- 1985: Engels & Consorten
- 1991: Hurenglück
- 1991: Die Kupferfalle
- 1992: Das tödliche Auge
- 1993: Stunde der Füchse
- 1994: Nur eine kleine Affäre
- 1994: Kommissar Rex
- 1994: Tödliches Geld – Das Gesetz der Belmonts
- 1995: Alte Freunde küsst man nicht
- 1995: Anwalt Martin Berg – Im Auftrag der Gerechtigkeit
- 1996: Schwurgericht – Lasst meine Frau am Leben
- 1996: Maître Da Costa – En désespoir de cause
- 1997: Tatort – Brandwunden
- 1997: Eine Frau nach Maß (Une femme sur mesure)
- 1998: SK Kölsch
- 1999: Rotlicht – In der Höhle des Löwen
- 2000: Tatort – Berliner Bärchen
- 2001: Die Liebenden vom Alexanderplatz